# 張升 (東漢)
张升（?—?），字彦真，陈留郡尉氏县（今河南尉氏）人，漢成帝男寵張放的后裔，东汉官员。

## 生平
张升少年好学，阅读范围较广。为人任性不羁，和自己意气相投的人，不管贫贱，与之交结；如志趣不合，那怕是王公贵人，也不屈从。張升說： 死生有命，富貴在天。真正知我的，雖是胡、越，也可以成為朋友，如果不彼此相知，往來有什麼意思呢？」
初仕郡吏，在郡中任纲纪，做外黄（今民权县西北）县令，属吏有贪赃受贿的，立即处死。有人譏刺張升代理還不久，為什麼急急忙忙行威殺戮呢？張升回答： 從前仲尼暫時為魯相，誅殺齊國的侏儒，手足分離，所以能夠威震齊國，歸還魯國的侵地。君子出仕，不是為了自己，當思盡忠，難道可以因時間長久短暫改變自己的操守嗎？」
汉桓帝时遭遇党锢之祸丢掉官职，后受株连被杀，时年四十九岁。
善文辞，著有赋、诔、颂、碑、书，共六十篇。

## 家族
- 张升世系图

## 延伸阅读
[在维基数据编辑]
 《後漢書·卷80下》，出自范晔《後漢書》